# La Ceramo

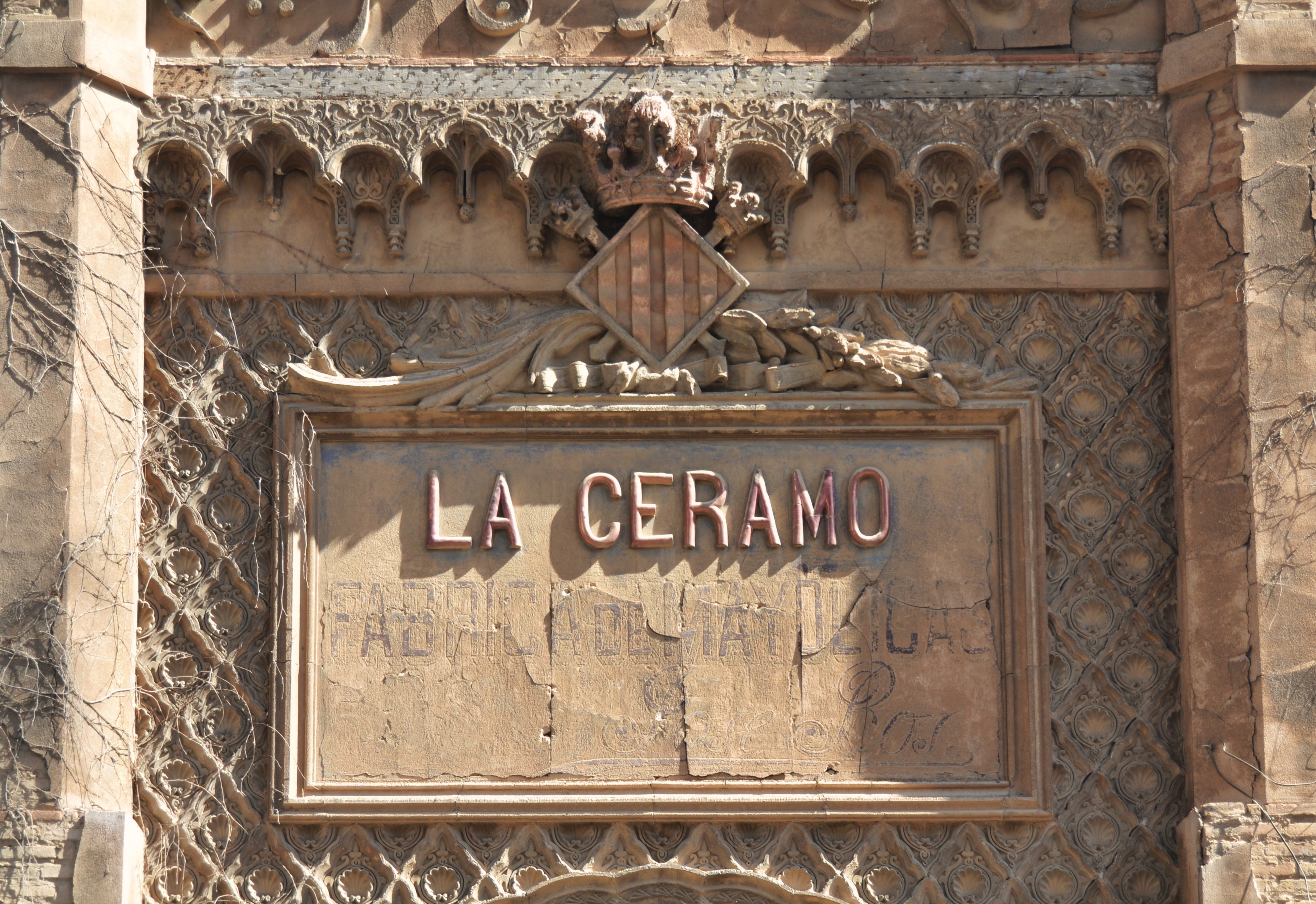
Rètol a la porta principal de la fàbrica

La Ceramo fou una fàbrica de pisa fundada el 1889 per les famílies Ros i Urgell, a la localitat valenciana de Benicalap (actualment pertanyent al districte número 16 de València).

## Història

### Fundadors
Un dels seus fundadors fou Josep Ros i Surió, restaurador de mobles antics, nascut el 14 de març de 1841 (al carrer d'Albelló, situat al populós barri de Pescadors); era fill d'Antoni Ros i Marín –paleta, natural de Morella (els Ports)– i de Josepa Surió i Pichó –de Castelló de la Plana–, i fou batejat en la parroquial de Sant Andreu. Va morir el 30 de novembre de 1928 a València i fou enterrat a Rocafort (l'Horta Nord). Va contraure matrimoni canònic, el 13 d'agost de 1864 a València, amb Salvadora Ferrer Carbonell. El matrimoni tingué dos fills: Adela i Josep Ros Ferrer, hereus del negoci.
L'altre empresari fundador fou Julià Urgell i Pubill, nascut a València el 15 de novembre de 1854 a la plaça de Sant Llorenç, primogènit de Julià Urgell i Ares –mestre de carros, natural de Vilanova i la Geltrú– i d'Eulàlia Pubill i Bartolé, de Barcelona. Després d'abandonar La Ceramo, treballà a la fàbrica Pujol i Bausis (Esplugues). Va morir a la seua ciutat natal, el 1900. Del seu matrimoni amb Lluïsa Pereira i Fayos, tingueren quatre fills: Lluïsa, Filomena i Julià, nascuts a València el 1886, 1888 i 1890 respectivament, i Josepa, que ho va fer a Barcelona al març de 1900.
A la fi del segle xix, i després de nombroses vicissituds, l'empresa d'aquest consorci passà a mans de Ros, i els seus descendents la van alienar en el darrer quart del segle xx.
El 2017 presenten al Museu Nacional de Ceràmica González Martí propostes d'intervenció a l'edifici d'estudiants d'arquitectura de la Universitat Politècnica de València.

## Producció
En La Ceramo es van produir preferentment àmfores, gerros i altres atuells amb la tècnica anomenada pisa daurada. Va participar en l'Exposició de ceràmica de Budapest durant el 1891, i hi rebé un diploma d'honor; un any després, estigué present en l'Exposició d'Indústries Artístiques realitzada a Barcelona, dins de la Secció internacional de reproduccions, i hi fou recompensada amb un diploma d'honor per les seues reproduccions d'exemplars del South Kensington Museum, del Museu Arqueològic de Madrid i del Museu de Cluny. També ha quedat notícia que l'emperadriu d'Àustria –més coneguda com a Sissi–, al seu pas per València, va visitar la fàbrica La Ceramo i hi va comprar plats i altres objectes de pisa daurada, El 1894, el complex va ser visitat pel ministre de Governació al seu pas per València.
Molt diversos exemples de la producció de la Ceramo poden contemplar-se en diferents edificis i espais de la ciutat de València, com l'Estació del Nord, el Mercat Central, el Mercat de Colom, els «Magatzems L'Illa de Cuba», o l'ampliació de l'Ajuntament de València.